# جانور نظامی
جانوران نظامی، جانورانی هستند که در جنگاوری و میدان جنگ برای انسان خدمت می‌کنند. آن‌ها برای انجام خدمتی ویژه از گروه جانوران خدمتگزار هستند. بیش‌تر این حیوانات، موجودات اهلی و رام‌شده هستند مانند سگ یا اسب؛ بهره از حیوانات عجیبی چون فیل و خوک نیز برای جنگاوری مشاهده شده‌است.

## برای ترابری و بارکشی
اسب حیوانی بوده‌است که بیش از همه در تاریخ نگاشته شدهٔ جنگاوری به کار رفته‌است. سواری‌ها (مرکوبات) در گذشته برای کشیدن ارابه یا حمل جنگجویان سبک‌زره بوده‌است. با ظهور سواری‌های سنگین و اختراع رکاب، سواره‌نظام و اسب‌سواری به باحیثیت‌ترین رستهٔ نظامی در اروپا برای چندین سده تبدیل شد. اسب جنگی یک شوالیه به گونه‌ای تربیت می‌شد تا بتواند گاز بگیرد و لگد بزند. ترکیب رزمجویان سواره‌نظام با یک کمان، ارتش مغول را به نیرومندترین نیروی نظامی در تاریخ آسیا تبدیل کرد.
با ظهور سلاح‌های نوین و وسایل نقلیهٔ موتوردار، استفاده از اسب برای اهداف نظامی به شدت کاهش یافت. اگرچه اسب هنوز هم به‌طور گسترده توسط ارتش آلمان در طول جنگ جهانی دوم برای ترابری تدارکات و تجهیزات شامل توپخانه به‌کار گرفته‌شد. ارتش آمریکا نیز از اسب‌های باربر در طول جنگ استفاده کرد و قاطرهای باربر را در جنگ کره به‌کار برد.
با توجه به اینکه فیل‌ها می‌توانند رام شوند، می‌توان آن‌ها را برای سوار شدن یا حرکت دادن بارهای سنگین آموزش داد. سرودهای سانسکریت بهره از آن‌ها را برای اهداف نظامی در ۱۱۰۰ سال پیش از میلاد نگاشته‌است. گروهی از فیل‌ها به‌طور برجسته به‌دست «هانیبال» در طول جنگ‌های سه‌گانه رم با کارتاژی‌ها، به کار گرفته شدند. اخیراً نیز از آن‌ها در جنگ جهانی دوم توسط هر دوی ژاپنی‌ها و متفقین استفاده شد. فیل‌ها می‌توانستند کار ماشین‌ها و دستگاه‌ها را در مناطقی که برای وسایل نقلیه امکان نفوذ و رخنه وجود نداشت انجام دهند.
- شترها بیشتر به عنوان باربر در مناطق خشک دیده شده‌اند. آن‌ها بهتر از اسب‌ها می‌توانند بیابان‌های شنی را بپیمایند و کمتر به آب نیاز دارند. شترها در هر دو جنگ جهانی به‌کار برده‌شدند. شترها توسط ارتش هند و برای امنیت مرزها در منطقهٔ بیابانی راجستان (هند) به کار گرفته می‌شوند.
- قاطرها توسط ارتش آمریکا در طول جنگ جهانی دوم برای حمل تدارکات و تجهیزات در سرزمین‌های سخت‌گذر به کار گرفته شدند. حیوانات باربر که ذاتاً بردبار، هوشیار و پرطاقت هستند، می‌توانند از مسیرهای سخت‌گذر بگذرند. قاطرها در شمال آفریقا، برمه، فیلیپین و در ایتالیا به کار گرفته شدند. آن‌ها همچنین برای ترابری تدارکات به جاهای کوهستانی به‌کار می‌روند.
- گاو نر در جنگ به‌طور گسترده به عنوان یک چهارپا برای بارکردن سنگین به‌کار گرفته شده‌است، به‌ویژه برای ترابری توپ‌های سنگین از زمین‌های بسیار ناهموار.